# Shosanbetsu
Shosanbetsu (初山別村, Shosanbetsu-mura) est un village du district de Tomamae, situé dans la sous-préfecture de Rumoi, sur l'île de Hokkaidō, au Japon.

## Géographie

### Situation
Le village de Shosanbetsu est situé dans l'ouest de la sous-préfecture de Rumoi, au bord de la mer du Japon, sur l'île de Hokkaidō, au Japon.

### Démographie
Au 30 septembre 2015, la population de Shosanbetsu s'élevait à 1 265 habitants répartis sur une superficie de 279,51 km2.